# Fitra Ismu Kusumo
Fitra Ismu es promotor del arte y la cultura de Indonesia en México desde 2002, y fundador de Indra Swara, promocionando Indonesia a través del Gamelan (música tradicional indonesia), de danzas tradicionales de Indonesia y de su arte de títeres (Wayang kulit y Wayang golek) Como investigador, su área de especialidad es los musulmanes y el Islam en México y en América Latina.

## Su periodo inicial en México
Al poco tiempo del llegar a México fundó Indra Swara, presentando el gamelan a jóvenes estudiantes de las artes del Centro Nacional de las Artes, de la Escuela Nacional de Música(ahora Facultad de Música) y del Conservatorio Nacional de Música de la Ciudad de México e invitándolos a formar parte del conjunto. En 2002 inició sus estudios de maestría en la Escuela Nacional de Antropología e Historia (ENAH) en la Ciudad de México. En 2003 comenzó a trabajar en la Embajada de Indonesia en la Ciudad de México y en 2004 fue contactado por el equipo de rescate mexicano Topos Tlatelolco para formar parte de la Misión de Ayuda y Rescate en apoyo a los afectados por el Tsunami de Aceh/Terremoto del océano Índico de 2004, en la misión de socorro a los afectados por el Terremoto de Java de mayo de 2006, en Java Central, y de Padang/Terremoto de Sumatra de 2009, en Sumatra.

## Estudios
Licenciado en Letras Francesas por la Universidad de Gadja Mada (UGM) en Indonesia, completó sus estudios de maestría y doctorado (con mención honorífica) en Historia y Etnohistoria en la Escuela Nacional de Antropología e Historia (ENAH) en México. Su campo de especialización son los musulmanes y el Islam en México y América Latina.

## Trayectoria
Desde el año 2016 Fitra Ismu trabaja en promover los productos halal de México hacia los países musulmanes.
Ha trabajado en la Embajada de la República de Indonesia (2003-2012) promoviendo la imagen y la cultura de su país, y como enlace entre la Embajada y otras instituciones en México y América Central. También ha enseñado música, danza y cultura tradicionales de Indonesia en diferentes instituciones de todo el país, incluido el Conservatorio Nacional de Música. Dentro de Indra Swara es coordinador y maestro de la música de gamelan y del arte tradicional de títeres de Indonesia.
Sus publicaciones incluyen: "Islam en América Latina" volúmenes I, II y III, "Islam en México contemporáneo" e "Islam para principiantes", todos ellos disponibles en formato electrónico. Es colaborador de la revista FMPM Magazine Indonesia, corresponsal de detik.com, el noticiero en línea más grande e importante de Indonesia, y corresponsal permanente de Aktual Network (aktual.co).
Ha realizado varias presentaciones (incluidas conferencias, seminarios, talleres, exposiciones, representaciones etc.) como medio para promover el arte y la cultura de Indonesia entre los hispanohablantes. A lo largo de su carrera y en lo que respecta a su área de especialización, también ha participado como ponente y conferencista en diferentes escenarios de México (incluido el Centro de Investigación de América Latina y el Caribe, la Universidad Autónoma de Yucatán, la ENAH, el Tecnológico de Monterrey, entre otros).

## Libros
1. El islam para Principiantes

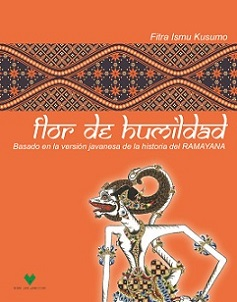
Flor de Humildad (Ramayana)

2. El islam en el México contemporáneo
3. El islam en América Latina
4. Indonesio para Hispanohablantes
5. Flor de Humildad-Historia javanesa del Ramayana
6. Cuentos folklóricos de Indonesia

## Reportajes televisivos
1. Karla Iberia Sánchez (27 de noviembre de 2014). «Arte de Títere de Sombras». Noticieros Foro TV. . Ciudad de México: Televisa.
2. Febi Purnamasari (18 de julio de 2016). «Pertunjukan Unik Grup Wayang Meksiko Chipotle Teatro». NET12 Inspirasi (Personaje que Inspira). . Yakarta: NET TV.
3. Febi Purnamasari (11 de junio de 2016). «Kehidupan Umat Muslim di Meksiko». Muslim Traveler. Temporada Ramadhan 2016. . Yakarta: NET TV. min. 01:28-11:12.
4. Rodrigo Medina (6 de junio de 2017). «Entrevista a Rodrigo Medina para el evento Wayang Golek». Clip Museo Nacional de las Culturas. . Ciudad de México: Museo Nacional de las Culturas.
5. Maribel Guzman (3 de marzo de 2016). «Reporte Noticias donación de wayang al Museo Historia de títeres». Noticiero Reporte Noticias. Transcripción. Estado de México: RN.
6. Edith Lopez (28 de mayo de 2014). «Presentación de títeres de sombras en Tlaxcala». Sistema Noticieros. Cultura. . Transcripción. Talxcala: Sistema de Noticias Tlaxcala.
7. Edith Lopez (5 de septiembre de 2014). «Exposición seminario sobre el arte de títeres en Indonesia en Tlaxcala». Sistema Noticieros. Transcripción. Tlaxcala: Sistema Noticias Tlaxcala.
8. Dini Fitria (9 de diciembre de 2013). «Sobre el Islam en México 2013 (6 episodios)». Jazirah Islam. . Yakarta: TRANS7 Indonesia.
9. Febi Purnamasari (11 de junio de 2016). «Sobre el Islam en México 2016». Muslim traveler. . Yakarta: NET TV Indonesia.
10. Didie Putri (21 de agosto de 2017). «Reportaje televisivo 2017 sobre México, su arte, tradición, cultura e industria». Si Unyil Keliling Dunia. . Yakarta: Trans7 Indonesia.
11. Andi Novianto (20 de noviembre de 2018). «Hobbi Yang Mendunia». Laptop Si Unyil. Transcripción. Yakarta: TRANS7 Indonesia.